# Lawrence Mukkuzhy
Lawrence Mukkuzhy (* 31. August 1951 in Sullia) ist ein indischer Geistlicher und römisch-katholischer Bischof von Belthangady.

## Leben
Lawrence Mukkuzhy empfing am 27. Dezember 1978 das Sakrament der Priesterweihe.
Am 24. April 1999 ernannte ihn Papst Johannes Paul II. zum Bischof von Belthangady. Der syro-malabarische Großerzbischof von Ernakulam-Angamaly, Varkey Kardinal Vithayathil CSsR, spendete ihm am 4. August desselben Jahres die Bischofsweihe; Mitkonsekratoren waren der Erzbischof von Tellicherry, George Valiamattam, und der Bischof von Palai, Joseph Pallikaparampil.